# Јежевић
Јежевић је насељено мјесто у саставу града Врлике, Сплитско-далматинска жупанија, Република Хрватска.

## Географија
Налази се 5 км сјевероисточно од Врлике, на ријеци Цетини, у подножју Динаре.

## Историја
До територијалне реорганизације у Хрватској налазио се у саставу старе општине Сињ. Током рата у Хрватској (1991—1995) био је у саставу Републике Српске Крајине.

## Становништво
На попису становништва 2011. године, Јежевић је имао 236 становника.
| Број становника по пописима | Број становника по пописима | Број становника по пописима | Број становника по пописима | Број становника по пописима | Број становника по пописима | Број становника по пописима | Број становника по пописима | Број становника по пописима | Број становника по пописима | Број становника по пописима | Број становника по пописима | Број становника по пописима | Број становника по пописима | Број становника по пописима | Број становника по пописима |
| --------------------------- | --------------------------- | --------------------------- | --------------------------- | --------------------------- | --------------------------- | --------------------------- | --------------------------- | --------------------------- | --------------------------- | --------------------------- | --------------------------- | --------------------------- | --------------------------- | --------------------------- | --------------------------- |
| 1857                        | 1869                        | 1880                        | 1890                        | 1900                        | 1910                        | 1921                        | 1931                        | 1948                        | 1953                        | 1961                        | 1971                        | 1981                        | 1991                        | 2001                        | 2011                        |
| 462                         | 486                         | 521                         | 619                         | 719                         | 770                         | 826                         | 884                         | 707                         | 737                         | 702                         | 664                         | 644                         | 585                         | 349                         | 236                         |

### Попис 1991.
На попису становништва 1991. године, насељено место Јежевић је имало 585 становника, следећег националног састава:
| Попис 1991.‍  | Попис 1991.‍  | Попис 1991.‍ | Попис 1991.‍ | Попис 1991.‍ |
| ------------ | ------------ | ----------- | ----------- | ----------- |
|              |              |             |             |             |
| Хрвати       | Хрвати       |             | 583         | 99,65%      |
| Југословени  | Југословени  |             | 1           | 0,17%       |
| неопредељени | неопредељени |             | 1           | 0,17%       |
| укупно: 585  |              |             |             |             |

## Цркве
У Јежевићу се налази римокатоличка црква Св. Спаса из 1969. године.